# George Fiske
George Foster Fiske Jr (ur. 28 września 1891 w Chicago, zm. 21 czerwca 1965 w Pascagoula) – amerykański strzelec, olimpijczyk.
Pochodził z rodziny o tradycjach medycznych. Jego ojciec był lekarzem, zaś on sam został później chirurgiem w Chicago.
Fiske wystąpił na Letnich Igrzyskach Olimpijskich 1920 w przynajmniej jednej konkurencji – pistolecie dowolnym z 50 m. Jego miejsce jest jednak nieznane. Wiadomo, iż miał wynik gorszy od przynajmniej 11 strzelców.

## Wyniki

### Igrzyska olimpijskie
| Igrzyska | Konkurencja            | Wynik    | Miejsce | Źródło |
| -------- | ---------------------- | -------- | ------- | ------ |
| IO 1920  | Pistolet dowolny, 50 m | 458 pkt. | ?       | [ 1 ]  |